# Lista de prefeitos de Volta Redonda

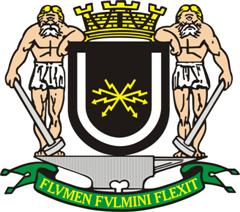
Brasão de Volta Redonda

Esta é a lista de prefeitos do município de Volta Redonda, estado brasileiro do Rio de Janeiro.
Emancipada em 17 de julho de 1954, ao longo de sua História, Volta Redonda já teve dezenove prefeitos, sendo que todos aqueles que ocuparam o cargo, entre 1977 e 1985, foram indicados pelo Governo Federal, haja vista o município, à época, ser considerado Área de segurança nacional.
O cargo de prefeito no Brasil, foi criado em 11 de abril de 1835, pela assembleia provincial paulista, em reação aos amplos poderes conferidos pelo Código de Processo Criminal de 1832 às câmaras municipais. Seguiram o exemplo paulista seis províncias do nordeste brasileiro (Alagoas, Ceará, Maranhão, Paraíba, Pernambuco e Sergipe).
Sob a vigente ordem constitucional, essa designação é dada ao funcionário público do Poder Executivo municipal, que exerce seu cargo em função de uma legislatura (mandato), sendo para tanto eleito a cada quatro anos, podendo ser reeleito por mais 4 anos (segundo mandato).
Funções
O poder executivo municipal chefia a administração e comanda os serviços públicos, tendo como comandante o prefeito.
A partir da constituição brasileira de 1934, o cargo de prefeito passou a ser o único, em todo o Brasil, ao qual estão atribuídas as funções de chefe do poder executivo do governo local, em simetria aos chefes dos executivos da União e do estado, portanto, em forma monocrática. Este texto quer dizer que deverá haver harmonia e integração de ação entre as esferas envolvidas sem a intervenção de uma na outra, exceto nos casos previstos na Constituição Federal.
Eleições
O prefeito é eleito por sufrágio universal, secreto, direto, em pleito simultâneo em todo o País, realizado a cada quatro anos, no primeiro domingo de outubro.
E trinta dias após tem lugar o segundo turno, se o eleito em primeiro lugar não atingir 50% dos votos válidos mais um voto, no caso de municípios com mais de duzentos mil eleitores.
Conforme a legislação eleitoral atual no Brasil para tornar-se elegível, exige-se uma série de requisitos;
- Possuir nacionalidade brasileira ou portuguesa (neste caso, o cidadão português deve se encontrar amparado pelo Estatuto de Igualdade entre Portugueses e Brasileiros),
- Título de eleitor em dia e estar em gozo pleno do exercício dos direitos políticos,
- Domicilio eleitoral na circunscrição na qual o candidato se apresenta,
- Filiação partidária,
- Ser alfabetizado (tópico invalidado pela atual constituição brasileira de 1988),
- Desincompatibilização de cargo público — Se ocupa um cargo público deve sair seis meses antes das eleições e voltar caso possa só após seis meses ao pleito eleitoral,
- Renúncia de outro mandado até seis meses antes do pleito e não ser parente afim ou consangüíneo, até segundo grau, ou cônjuge de titular de cargo eletivo; pode, entretanto, ser candidato à reeleição (artigo 14 da Constituição),
- Ter idade mínima de 21 anos.

A cidade teve ainda o primeiro prefeito brasileiro a sofrer o processo de impeachment (impedimento) para o exercício do cargo, que foi César Lemos, no ano de 1960.
| Nº | Nome                                     | Imagem                | Partido               | Início do mandato       | Fim do mandato                          | Observações                                                          | Ref.          |
| 1  | Sávio Gama (1ª vez)                      |                       | PSD                   | 6 de fevereiro de 1955  | 31 de janeiro de 1959                   |                                                                      |               |
| 2  | Wilson de Paiva                          |                       | PSD                   | 1º de maio de 1958      | 1º de junho de 1958                     | Vice-prefeito eleito, interino como prefeito                         |               |
| 3  | César Lemos                              |                       | PSD                   | 31 de janeiro de 1959   | 13 de março de 1960                     |                                                                      |               |
| 4  | Nelson Gonçalves (1ª vez)                |                       | PSD                   | 28 de março de 1960     | 31 de janeiro de 1963                   |                                                                      |               |
| 5  | Demerval Pereira                         |                       | PSD                   | 7 de agosto de 1962     | 8 de outubro de 1962                    | Presidente da Câmara Municipal. Interino como Prefeito               |               |
| 6  | João Pio                                 |                       | PDC                   | 1º de fevereiro de 1963 | 31 de janeiro de 1967                   |                                                                      |               |
| 7  | Sávio Gama (2ª vez)                      |                       | MDB                   | 31 de janeiro de 1967   | 31 de janeiro de 1971                   |                                                                      |               |
| 8  | Francisco Fontes Torres                  |                       | ARENA                 | 31 de janeiro de 1971   | 21 de novembro de 1972                  | Prefeito eleito em sufrágio universal falecido durante o mandato     |               |
| 9  | Iram Natividade                          |                       | ARENA                 | 21 de novembro de 1972  | 31 de janeiro de 1973                   | Vice-prefeito eleito, interino como Prefeito                         |               |
| 10 | Nelson Gonçalves (2ª vez)                |                       | ARENA                 | 1º de fevereiro de 1973 | 31 de janeiro de 1977                   |                                                                      |               |
| 11 | Georges Leonardos                        |                       | ARENA                 | 1º de fevereiro de 1977 | 25 de abril de 1979                     | Prefeito nomeado pelo Governador do Estado                           | [ 2 ]         |
| 12 | Aluízio Costa                            |                       | ARENA/PDS             | 26 de abril de 1979     | 21 de abril de 1982                     | Prefeito nomeado pelo Governador do Estado                           | [ 2 ] [ 3 ]   |
| 13 | William de Freitas                       |                       | PDS                   | 22 de abril de 1982     | 28 de abril de 1982                     | Presidente da Câmara Municipal. Interino após afastamento do titular | [ 3 ]         |
| 14 | Benevenuto dos Santos                    |                       | PDS                   | 28 de abril de 1982     | 31 de dezembro de 1985                  | Prefeito nomeado pelo Governador do Estado                           | [ 4 ] [ 2 ]   |
| 15 | Marino Clinger                           |                       | PDT                   | 1º de janeiro de 1986   | 31 de dezembro de 1988                  | Prefeito eleito em sufrágio universal                                | [ 5 ] [ 6 ]   |
| 16 | Juarez Antunes                           |                       | PDT                   | 1º de janeiro de 1989   | 21 de fevereiro de 1989                 | Prefeito eleito em sufrágio universal falecido durante o mandato     | [ 7 ] [ 8 ]   |
| 17 | Wanildo de Carvalho                      |                       | PDT                   | 21 de fevereiro de 1989 | 31 de dezembro de 1992                  | Vice-prefeito eleito, assumiu após a morte do titular                | [ 9 ] [ 7 ]   |
| 18 | Paulo Baltazar                           |                       | PSB                   | 1º de janeiro de 1993   | 31 de dezembro de 1996                  | Prefeito eleito em sufrágio universal                                | [ 10 ] [ 11 ] |
| 19 | Antônio Francisco Neto (1ª vez)          |                       | PSB                   | 1º de janeiro de 1997   | 31 de dezembro de 2000                  | Prefeito eleito em sufrágio universal                                | [ 12 ] [ 13 ] |
| 19 | Antônio Francisco Neto (1ª vez)          | PSB/PMDB              | 1º de janeiro de 2001 | 31 de dezembro de 2004  | Prefeito reeleito em sufrágio universal | [ 14 ] [ 13 ]                                                        |               |
| 20 | Gothardo Netto                           |                       | PV                    | 1º de janeiro de 2005   | 31 de dezembro de 2008                  | Prefeito eleito em sufrágio universal                                | [ 15 ] [ 16 ] |
| 21 | Antônio Francisco Neto (2ª vez)          |                       | PMDB                  | 1º de janeiro de 2009   | 31 de dezembro de 2012                  | Prefeito eleito em sufrágio universal                                | [ 17 ] [ 13 ] |
| 21 | Antônio Francisco Neto (2ª vez)          | 1º de janeiro de 2013 | PMDB                  | 31 de dezembro de 2016  | Prefeito reeleito em sufrágio universal | [ 13 ]                                                               |               |
| 22 | América Tereza                           |                       | PMDB                  | 28 de agosto de 2013    | 29 de agosto de 2013                    | Presidente da Câmara Municipal, como prefeita interina.              | [ 20 ] [ 21 ] |
| 23 | Elderson Ferreira da Silva, Samuca Silva |                       | PV/PODE/PSDB/PSC      | 1º de janeiro de 2017   | 31 de dezembro de 2020                  | Prefeito eleito em sufrágio universal                                | [ 13 ] [ 22 ] |
| 24 | Antônio Francisco Neto (3ª vez)          |                       | DEM/UNIÃO/PP          | 1º de janeiro de 2021   | 31 de dezembro de 2024                  | Prefeito eleito em sufrágio universal                                | [ 13 ]        |
| 24 | Antônio Francisco Neto (3ª vez)          | PP                    | 1º de janeiro de 2025 | Exercendo               | Prefeito reeleito em sufrágio universal | [ 23 ] [ 24 ]                                                        |               |